# Wageningen
Wageningen este o comună și o localitate în provincia Gelderland, Țările de Jos.

## Localități componente
Wageningen, Wageningen-Hoog.